# Leuconotis eugeniifolia
Leuconotis eugeniifolia är en oleanderväxtart som först beskrevs av Nathaniel Wallich och George Don jr, och fick sitt nu gällande namn av A.Dc.. Leuconotis eugeniifolia ingår i släktet Leuconotis och familjen oleanderväxter. Inga underarter finns listade i Catalogue of Life.